# Clostridia
Los clostridia son una clase de bacterias del filo Bacillota. Se caracterizan por ser bacilos anaerobios mayormente Gram positivos. La mayoría de géneros no forman esporas, pero algunos sí como los Clostridium.
Según muchos árboles filogenéticos, no son un grupo monofilético, y sus relaciones no son totalmente ciertas. Actualmente la mayoría de clostridia se incluyen en un orden llamado Clostridiales.
Los órdenes Halanaerobiales y Natranaerobiales son halófilos y el orden Thermoanaerobacteriales es termófilo.
- Datos: Q132809
- Multimedia: Clostridia / Q132809
- Especies: Clostridia